# Versions étrangères du jeu Fort Boyard

Mappemonde représentant les pays où Fort Boyard est ou a été diffusé.

 (septembre 2024).
- Si vous ne connaissez pas le sujet, laissez ce bandeau (vous pouvez alors contacter les auteurs).
- Si vous supprimez le contenu mis en cause (vous pouvez préalablement contacter les auteurs),

argumentez précisément cette suppression dans la page de discussion
(un manque de référence n'est pas un argument ; une recherche réelle de référence doit avoir été effectuée, être formellement documentée).

## Version québécoise (1993-2000, 2013-2014)

### De 1993 à 2000
Au Québec, deux « maîtres du fort » (ou « maitres du jeu ») se sont succédé : Guy Richer pendant la première saison en 1993 puis Guy Mongrain de 1994 à 2000 (candidat en 1993) jusqu'à la dernière saison de la version québécoise de Fort Boyard. Ce dernier joue le rôle du méchant en mettant les participants sur les nerfs, mais il peut aussi encourager les participants paralysés par la peur.
Trois animatrices se sont succédé pour aider les participants au cours des jeux : France Beaudoin en 1993 (elle a également participé à l’émission en tant que candidate en 1999), Marie-Soleil Tougas de 1994 à 1997 (après avoir participé comme candidate durant la première saison en 1993) et Sylvie Bernier de 1998 à 2000 (participante pendant la saison de 1994).
Fort Boyard est resté sur les ondes de TVA pendant huit saisons, soit de 1993 à 2000. Un total de 73 épisodes originaux ont été tournés. La reprise de quelques épisodes ont été diffusées sur TVA en 2009 et sur Prise 2, en 2011. À la suite du décès de Marie-Soleil Tougas, tous les fonds ramassés dans le Fort Boyard sont versés à la fondation Marie-Soleil Tougas et à l'organisation Opération Enfant Soleil.
Dans la version québécoise, certains personnages ont des noms différents. En effet, Passe-Partout et Passe-Temps y sont appelés Dédé et Alain. La plupart du temps les autres personnages comme le père Fouras, Sumo, Félindra, La Boule ou Major, gardent le même nom dans la version québécoise que dans la version originale française.

#### Règles du jeu
Chaque équipe est composée de cinq candidats ; deux personnalités connues et trois candidats issus du public, sauf exceptions lors d'émissions spéciales avec seulement des personnalités connues. Chaque équipe doit récupérer un nombre déterminé de clés dans la première partie du jeu pour déverrouiller la porte de la Salle du trésor. Par la suite, l'équipe doit récolter le plus de mots-indices possibles qui, mis bout-à-bout, permettront à l'équipe de déduire le mot-code du jour qui libérera le trésor. Pour ce faire, l'équipe dispose de 35 minutes (40 en 1993) pour accéder à la Salle du trésor. Durant tout le jeu, les équipes sont accompagnés par deux guides soient Dédé (Passe-Partout en France) qui conduit les équipes d'épreuve en épreuve tout en récoltant les clés gagnées et Alain (Passe-Temps en France) qui accompagne les candidats chez le père Fouras en plus de guider un candidat qui doit aller se préparer pour une aventure ultérieure.

##### Épreuves
Les candidats doivent récupérer cinq clés pour parvenir à ouvrir la porte de la salle du trésor. Pour ce faire, l'équipe dispose de huit épreuves (six en cellules et deux visites chez le père Fouras). Entre 1993 et 1996, le jeu débute toujours par une énigme du père Fouras, suivie de trois épreuves en cellule, la deuxième énigme, puis les trois dernières épreuves. Entre 1997 et 2000, le rythme du jeu est accéléré et par le fait même, l'émission débute directement par une épreuve en cellule et simultanément l'animateur envoie un autre candidat pour la première énigme chez le père Fouras. Par la suite, deux épreuves sont jouées, la deuxième énigme puis les trois dernières épreuves. Chez le père Fouras, il y a toujours une clé "garantie", c'est-à-dire qu'au premier échec, il lance la clé à la mer et un autre candidat ira la chercher. Lors de la clé à la mer, entre 1993 et 1997, le candidat-plongeur est seul avec la co-animatrice et de 1998 à 2000, toute l'équipe est présente pour l'encourager et l'aider à monter les derniers mètres du filet. Si un candidat ne ressort pas à temps d'une cellule, il est entre 1993 et 1997, envoyé dans les geôles du Fort gardées par La Boule. Entre 1998 et 2000, les prisonniers sont envoyés dans des petites cages accrochées aux murs sur la plate-forme du 1er étage du Fort. Durant les huit saisons du jeu, les prisonniers sont libérés automatiquement et rejoignent leurs coéquipiers à la fin des épreuves. Petite exception: si un candidat est fait prisonnier lors de la dernière épreuve, il rejoint ses coéquipiers après la première aventure. À l'issue des épreuves, l'équipe se rend devant la porte de la Salle du trésor. Si les candidats n'ont pas réussi à obtenir les cinq clés, l'un d'eux est envoyé aux oubliettes, peu importe le nombre de clés manquantes. L'oubliette est située sous le proscenium où a lieu la pesée des boyards en fin d'émission. Entre 1993 et 1996, l'oubliette est tellement profonde que le candidat doit lancer la ou les clés manquantes avant que la trappe ne soit fermée. Entre 1997 et 2000, la profondeur est revue et le candidat peut même communiquer avec son équipe et les encourager dans la Salle du trésor. Au contraire, si l'équipe a réussi à récupérer plus que cinq clés, chaque clé supplémentaire est échangée chez le père Fouras contre un indice « gratuit » par clé.[pertinence contestée]

##### Aventures
Pour les aventures, entre 1993 et 1996, les candidats disposent de trois possibilités d'indices; une rencontre avec le père Fouras en vigie où ce dernier posera trois définitions d'un même mot qui permettront au candidat, en les recoupant, d'en déduire l'indice. Par la suite, l'équipe a droit à deux aventures (le plus souvent effectuées par les candidats-vedettes) pour tenter de récupérer deux indices qui sont consultables immédiatement soit en ouvrant une cartouche soit en le voyant écrit quelque part, selon l'aventure.
Entre 1997 et 2000, dû à l'accélération du rythme du jeu, les candidats ont maintenant quatre possibilités d'indices; d'abord la rencontre d'un seul candidat avec le père Fouras qui a maintenant lieu à la Salle du Conseil avec toujours trois définitions qui recoupées mènent à l'indice. En 1997 et 1998, le candidat choisi est poussé par La Boule dans la trappe menant au Conseil, en 1999 et 2000, La Boule escorte directement le candidat devant le père Fouras. Les Maîtres des Jeux de la version française sont présents dans la Salle du Conseil mais seulement comme "figurants". Le père Fouras réprimande ces derniers lorsque le candidat réussit à trouver l'indice, un peu à l'image des animateurs français lorsque les candidats remportaient la majorité des duels. Après le Conseil, l'équipe a droit à trois aventures pour récolter trois indices.

##### Salle du trésor
Une fois les aventures terminées, l'équipe se rend devant la porte de la Salle du Trésor. Si les candidats n'ont aucune idée du mot-code, ces derniers peuvent se sacrifier en insérant une main dans une tête de tigre pour avoir un indice supplémentaire. Une fois le 35 minutes écoulé, l'équipe doit, entre 1993 et 1996, faire sonner une cloche pour faire rentrer les tigres. De 1997 à 2000, un coup de gong retentit pour indiquer la fin du temps. Par la suite, l'équipe dispose de trois minutes dans la salle pour composer le mot-code sur le damier de la Salle du trésor. Si le mot-code est exact, les boyards tombent et les candidats doivent faire le plus de voyages possibles pour amasser le plus grand nombre de boyards. À environ vingt secondes de la fin du chronomètre, la porte de la Salle du trésor commence à descendre et tous les candidats doivent être sortis avant qu'elle ne se soit complètement fermée, sous peine de perdre tous leurs gains. Une fois sortis, la pesée a lieu et le poids des Boyards est converti en dollars canadiens. Toutefois, il peut aussi arriver qu'une équipe ne trouve pas le bon mot-code; le cas échéant, un montant de 200 $ leur est tout de même remis en guise de consolation.

### Nouvelle mouture 2013-2014
En 2014, l'émission fait son grand retour au Québec, adoptant la version des duels par équipe, comme dans tous les autres pays à l'exception de la France. L'émission est maintenant animée par deux hommes, Dave Morissette et Guillaume Lemay-Thivierge (candidat lors de la toute première émission en 1993).
Avant même la fin de la saison en 2014, TVA, le diffuseur de la version québécoise de Fort Boyard annonce le retour du jeu, un choix qui s'exprime par les audiences du programme[pas clair]. Fort Boyard est leader toutes chaînes confondues depuis le début de sa diffusion le 22 janvier 2014 et a conquis 1 727 000 téléspectateurs lors de sa première diffusion. Avec une moyenne de 1,5 million de téléspectateurs en 2014, Fort Boyard a été un des gros succès d’audience de TVA, cet hiver.

### Saison 2013
Les Québécois étant friands de hockey, le Fort Boyard n'y échappe pas. Pour cette saison 2013 (diffusée en 2014), un tournoi entre six équipes y est organisé. Les animateurs sont coachs de chacun trois équipes de quatre personnes ; deux personnalités connues et deux candidats issus du public ; les noirs sont coachés par Guillaume Lemay-Thivierge et les blancs par Dave Morissette. Dans cette saison de dix émissions, chaque équipe a son émission individuelle (émissions 1 à 6) pour faire ses preuves et amasser le plus de boyards possible. À l'issue des six émissions, l'équipe de chaque couleur ayant récolté le moins de boyards est éliminée du tournoi. Par la suite commencent les émissions en duel (émissions 7 à 10). D'abord, la demi-finale #1 (émission 7) qui oppose les deux équipes en noir et la demi-finale #2 (émission 8) qui oppose les deux équipes en blanc. Les gagnants, ceux qui ont récolté le plus de boyards, des demi-finales s'affrontent en finale lors de la neuvième émission. À la toute fin de la neuvième émission, l'équipe qui a amassé le plus de boyards est désignée grande gagnante de Fort Boyard 2013. Finalement pour la dixième émission, méga-duel appelé "Le match des étoiles" entre les personnalités connues de chaque équipe. Pour des raisons de sécurité et de logistique, trois candidats par équipe participent à la première moitié de l'émission, les autres étant en attente autour du rond-central du 1er étage. Dans la deuxième moitié de l'émission, les rôles sont inversés. Par la suite, quatre candidats par équipe participent à la récolte des boyards. L'équipe ayant amassé le plus de boyards est déclarée championne du "Match des étoiles". Durant tout le jeu, les équipes sont accompagnés par deux guides soient Dédé (Passe-Partout en France) qui conduit les équipes d'épreuve en épreuve tout en récoltant les clés et les indices gagnées et Anthony (Passe-Muraille en France) qui accompagne les candidats chez le père Fouras en plus de guider un candidat qui doit aller se préparer pour une aventure ultérieure. Dans les émissions de duel, Dédé et Anthony ont exactement le même rôle, c'est-à-dire guider chacun une équipe et récolter leurs clés.

#### Émissions de qualifications
Lors des six premières émissions, seulement une équipe est présente sur le fort. Les animateurs jouent le rôle de maître du Fort et de coach en alternance selon la présence d'une équipe. Lors des émissions 1, 3 et 5, les équipes de Guillaume Lemay-Thivierge sont présentes sur le fort donc Dave Morissette agit comme maître du Fort. Lors des émissions 2, 4 et 6, la situation est inversée.[pertinence contestée]

##### Épreuves
Les candidats doivent récupérer cinq clés pour parvenir à ouvrir la porte de la salle du trésor. Pour ce faire, l'équipe dispose de sept épreuves; cinq en cellules, une visite chez le père Fouras et un duel contre le maître du Fort. Pendant les épreuves, un ou des candidats se rend(ent) dans l'antre du père Fouras pour répondre à une énigme. En cas le bonne réponse, l'équipe gagne la clé mais en cas d'échec, le père Fouras garde la clé. Au moment de son choix, le maître du Fort peut provoquer l'équipe en duel. Par contre, c'est le coach dont l'équipe est présente sur le fort qui choisit quelle épreuve sera jouée en duel et quel candidat affrontera le maître du fort. Si elle est remportée par le candidat, l'épreuve donne deux clés supplémentaires à l'équipe. Si un candidat ne ressort pas à temps d'une cellule, il est fait prisonnier le temps que La Boule arrive devant la cellule. Par la suite, l'équipe lui donne une clé en échange de sa libération. À l'issue des épreuves, l'équipe se rend devant la porte de la Salle du trésor. Si les candidats n'ont pas réussi à obtenir les cinq clés, 15 secondes par clé(s) manquante(s) sont retirées du temps de trois minutes accordé d'office à l'équipe pour la Salle du trésor en fin d'émission. Donc avec 0 clé, l'équipe n'aurait seulement que 1 minute 45 dans la Salle du trésor. Avec plus que cinq clés, la situation n'est pas produite en 2013 mais un indice supplémentaire par clé additionnelle était prévu, cartouches-indices visibles dans de petites vitrines verrouillées juste à côté de la porte de la salle du trésor.[pertinence contestée]

##### Aventures
Pour les aventures, les candidats disposent de quatre possibilités d'indices ; une énigme chez le père Fouras, sur le même principe que pendant les épreuves qui si gagnée donne maintenant une cartouche d'indice, ensuite trois aventures dont le candidat doit réussir, avant la fin du temps imparti à son épreuve, à donner un code numérique à son équipe afin de déverrouiller un cadenas qui bloque l'accès à la cartouche-indice qui est enfermée dans une boite.

##### Salle du trésor
À la fin des aventures, l'équipe se rend devant la porte de la Salle du trésor. Désormais, les indices ne sont plus consultables à la fin d'une aventure, les cartouches doivent être décapsulées devant la porte de la Salle du trésor. L'animateur fait rentrer les tigres et les cartouches sont remises aux candidats. Quand les tigres sont rentrés dans leur cage, l'animateur enclenche une manette qui fait ouvrir la porte de la Salle du trésor et au même moment, ils peuvent décapsuler les cartouches. Si les candidats n'ont aucune idée du mot-code, ces derniers peuvent se sacrifier en insérant une main dans une tête de tigre pour avoir un indice supplémentaire. Toutefois, cette cartouche doit également être décapsulée pour être ouverte. Par la suite, l'équipe dispose d'entre 1 minute 45 et 3 minutes (selon le nombre de clés amassées lors des épreuves) dans la salle pour composer le mot-code sur le damier de la Salle du trésor. Si le mot-code est exact, les boyards tombent et les candidats doivent faire le plus de voyages possibles pour amasser le plus grand nombre de boyards. À environ vingt secondes de la fin du chronomètre, la porte de la Salle du trésor commence à descendre et tous les candidats doivent être sortis avant qu'elle ne se soit complètement fermée, sous peine de perdre tous leurs gains. Une fois sortis, la pesée a lieu et le poids des Boyards est converti en dollars canadiens. Toutefois, il peut aussi arriver qu'une équipe ne trouve pas le bon mot-code ; le cas échéant, un montant de 1 000 $ leur est tout de même remis en guise de consolation. Tous les gains vont à une association caritative de leur choix.[pertinence contestée]

#### Émissions en duel
Lors des émissions en duel (émissions 7 à 10), l'équipe qui a amassé le plus de boyards en fin d'émission est déclarée gagnante. Chaque équipe doit amasser six clés pour accéder sans pénalité dans la salle du trésor en fin d'émission. Dans chaque émission, douze épreuves/aventures sont jouées; trois épreuves individuelles pour chaque équipe et six duels. Deux de ces duels se jouent chez le père Fouras où le premier candidat à trouver la réponse à l'énigme sonne une cloche. S'il a la bonne réponse, il repart avec la clé. S'il a la mauvaise réponse, la main passe à son adversaire. Si aucun des candidats ne trouve la réponse à l'énigme, ils repartent tous les deux sans clé. Durant les épreuves individuelles, un des animateurs accompagne l'équipe vers une cellule ou vers une aventure qui se joue en solo. Lors des duels, les deux animateurs et les membres des deux équipes sont présents. Le duel se gagne quand un des candidats réussit à donner un code numérique à son équipe afin de déverrouiller un cadenas qui bloque l'accès à la clé qui est enfermée dans une boite. Par contre, comme les duels sont chronométrés, si aucun des adversaires ne réussit à donner le code à son équipe dans le temps imparti, la clé devient inaccessible et ce duel est considéré comme un match nul. À noter que lors des émissions en duel, il n'y a pas de récolte d'indices donc pas de mot-code à trouver et les boyards sont libérés automatiquement.

##### Salle du trésor
À la fin des douze épreuves, les deux équipes se rendent devant la porte de la Salle du trésor. L'animateur fait rentrer les tigres dans leur cage et demande à Félindra de libérer le trésor. Pour l'occasion, un îlot séparateur fait en sorte que les boyards sont répartis dans les deux sections de la fontaine à boyards (une par équipe). Si une équipe a six clés ou plus, elle entre sans pénalité dans la salle du trésor, déverrouiller les six serrures qui bloquent l'accès à leur côté de la fontaine à boyard. Durant ce temps, si l'autre équipe n'a pas récolté six clés, elle doit tourner une manivelle infernale qui fera monter lentement une à une les clés manquantes. Ensuite l'équipe peut déverrouiller son côté de la fontaine à boyards. Il aussi possible que les deux équipes aient à utiliser la manivelle infernale, comme il est possible que les deux équipes aient réussi à amasser les six clés (en réussissant leurs trois épreuves individuelles et en gagnant trois duels chacun). Les candidats doivent faire le plus de voyages possibles pour amasser le plus grand nombre de boyards. À environ vingt secondes de la fin du chronomètre, la porte de la Salle du trésor commence à descendre et tous les candidats doivent être sortis avant qu'elle ne se soit complètement fermée, sous peine de perdre tous leurs gains. Une fois sortis, la pesée a lieu et le poids des Boyards est converti en dollars canadiens. L'équipe qui a amassé le plus de boyards gagne. Lors de la saison 2013, il n'a pas été possible de savoir en quoi consistait le bonus si une équipe avait récupéré plus de six clés. La seule fois où la situation s'est produite, l'équipe qui avait réussi à obtenir sept clés a donné sa clé supplémentaire à l'équipe adverse.

#### Saison 2014
Pour cette saison 2014, sept équipes sont à la conquête du Fort afin de décrocher le titre de champions de Fort Boyard. Les Bleu, les Gris, les Jaune, les Mauve, les Noir, les Orange et les Rouge sont des équipes de quatre personnes composées de deux personnalités connues et de deux participants issus du public. Lors de chaque émission, deux équipes sont en même temps sur le Fort. Chaque équipe participe à deux émissions au cours de la saison afin d'amasser le plus de Boyards possible. À la fin de la septième émission, le classement général est dévoilé et les deux équipes ayant le cumulatif de Boyards le plus élevé se rencontrent en finale lors de la huitième émission. Ensuite, les champions de Fort Boyard 2014 sont mis à l'épreuve pour la neuvième émission et doivent défendre leur tout nouveau titre de champions face à l'équipe championne de Fort Boyard 2013. Finalement, lors de la dixième et dernière émission, les animateurs se forment chacun une équipe, uniquement avec des personnalités connues ayant participé à la saison 2014, pour un Match des Étoiles amical.

##### Déroulement type des émissions
Le déroulement des émissions de 2014 est similaire aux émissions en duel de 2013. Chaque équipe doit amasser six clés pour accéder sans pénalité dans la salle du trésor en fin d'émission. Dans chaque émission, douze épreuves/aventures sont jouées; trois épreuves individuelles pour chaque équipe et six duels. Au moins un de ces duels se joue chez le père Fouras où le premier candidat à trouver la réponse à l'énigme sonne une cloche. S'il a la bonne réponse, il repart avec la clé. S'il a la mauvaise réponse, la main passe à son adversaire. Si aucun des candidats ne trouve la réponse à l'énigme, ils repartent tous les deux sans clé. Durant les épreuves individuelles, un des animateurs accompagne l'équipe vers une cellule ou vers une aventure qui se joue en solo. Lors des duels, les deux animateurs et les membres des deux équipes sont présents. Le duel se gagne quand un des candidats réussit à attraper la clé ou à donner un code numérique à son équipe afin de déverrouiller un cadenas qui bloque l'accès à la clé qui est enfermée dans une boite. Par contre, comme les duels sont chronométrés, si aucun des adversaires ne réussit à donner le code à son équipe dans le temps imparti, la clé devient inaccessible et ce duel est considéré comme un match nul. À noter qu'il n'y a pas de récolte d'indices donc pas de mot-code à trouver et les boyards sont libérés automatiquement. À la fin des douze épreuves, les deux équipes se rendent devant la porte de la Salle du trésor. L'animateur fait rentrer les tigres dans leur cage et demande à Félindra de libérer le trésor. Si une équipe a six clés ou plus, elle entre sans pénalité dans la salle du trésor, déverrouiller les six serrures qui bloquent l'accès à leur côté de la fontaine à boyard. Durant ce temps, si l'autre équipe n'a pas récolté six clés, elle doit tourner une manivelle infernale qui fera monter lentement une à une les clés manquantes. Ensuite l'équipe peut déverrouiller son côté de la fontaine à boyards. Il aussi possible que les deux équipes aient à utiliser la manivelle infernale, comme il est possible que les deux équipes aient réussi à amasser les six clés (en réussissant leurs trois épreuves individuelles et en gagnant trois duels chacun). Les candidats doivent faire le plus de voyages possibles pour amasser le plus grand nombre de boyards. À environ vingt secondes de la fin du chronomètre, la porte de la Salle du trésor commence à descendre et tous les candidats doivent être sortis avant qu'elle ne se soit complètement fermée, sous peine de perdre tous leurs gains. Une fois sortis, la pesée a lieu et le poids des Boyards est converti en dollars canadiens. Si une équipe a réussi à amasser plus de six clés, une bourse de boyards supplémentaires leur est remise lors de la pesée pour qu'ils puissent l'ajouter à leur récolte dans la salle du trésor. L'argent ainsi récolté par chaque équipe lors de chaque émission est remise à l'association caritative de leur choix.

##### Salle du trésor particulière pour les finales et le match des étoiles 2014
Pour les finales de cette saison 2014, soit l'émission où s'affrontent les aspirants champions 2014 (émission 8), celle où les champions 2014 affrontent les champions 2013 (émission 9), ainsi que le Match des Étoiles (émission 10) la production québécoise de Fort Boyard a décidé de s'inspirer de Fångarna På Fortet (version suédoise de Fort Boyard) pour le déroulement de la salle du trésor. Comme lors des émissions précédentes, chaque équipe doit avoir au moins six clés pour déverrouiller leur côté de la fontaine à boyards. Dans la salle du trésor, chaque équipe a accès à un module (situé au pied de chaque escalier) comprenant un coffre en bois (attaché au module) à remplir de boyards, et deux indices (les mêmes pour chaque équipe). Le décapsuleur d'indices est quant à lui bloqué par la présence d'un petit morceau de bois. À côté de ces modules se situent des chevalets (un par équipe) et des lettres en bois afin que ces derniers puissent écrire le mot-code du jour qui est le même pour les deux équipes. Une fois qu'ils ont accès aux boyards, les candidats de chaque équipe doivent remplir leur coffre en bois le plus rapidement possible. Une fois que leur coffre de bois est plein, il se produit une petite explosion et le petit morceau de bois bloquant le décapsuleur d'indices se rétracte. Une fois les indices ouverts, si les candidats n'ont aucune idée du mot-code, l'un ou plusieurs d'entre eux peuvent se sacrifier en mettant la main dans une tête de tigre située à l'extérieur de la salle du trésor afin d'avoir un indice supplémentaire par sacrifice. Une fois le mot-code trouvé (discrètement pour éviter que l'équipe adverse n'entende le mot et ne profite de la situation), les candidats placent les lettres en bois formant le mot-code sur le chevalet et activent une poignée pour valider le mot-code. Ils peuvent faire autant de tentatives qu'ils le souhaitent. Une fois le bon mot-code validé, le module libère le coffre de boyards. La première équipe qui réussit à apporter son coffre de boyards sur un podium situé sur le proscenium à l'extérieur de la salle du trésor, remporte 5 000 $ pour l'association caritative de leur choix. Quant à l'équipe perdante, elle repart les mains vides, exception faite des gains lors des émissions de qualifications, s'il y a lieu.

## Version belge francophone (2006-2007, 2024-)

### RTL-TVI(2006-2007)
La première version belge francophone de l'émission, diffusée sur RTL-TVI, a existé le temps de deux saisons, en 2006 et en 2007. Les émissions enregistrées en 2007 ont toutefois été diffusées au printemps 2008, à la suite d'un accord entre RTL-TVI et France 2 pour ne pas diffuser leurs versions respectives de l'émission à la même période. Comme la version française à la même époque, cette édition est présentée par un duo mixte, composé de Jean-Michel Zecca et Sandrine Dans. Les équipes sont composées de quatre personnes anonymes accompagnées par une célébrité en 2006, puis trois personnes anonymes et deux célébrités en 2007. En 2006, le père Fouras est remplacé par le Vicomte Godefroid de Tribourieau, interprété par Jean-Paul Andret, mais l'année suivante, ce personnage est finalement abandonné au profit du père Fouras, interprété par Yann Le Gac tout comme dans la version française. RTL-TVI explique cette décision en disant que « contrairement à d’autres nationalités qui ne connaissent pas l’émission d’origine, les téléspectateurs belges, eux, sont habitués au Fort Boyard français étant un peu désarçonnés par les modifications que nous avions introduites ».
En 2006, les participants jouent pour leur propre compte, tandis qu'en 2007, ils jouent pour une association de leur choix. Deux émissions spéciales ont également été tournées avec des équipes de six célébrités (une diffusée en avril 2007, dernière émission de la première saison, et l'autre diffusée le 13 avril 2008, première émission de la deuxième saison). Les gains obtenus lors de ces émissions furent reversés au Télévie. Olivier Minne  alors animateur de la version française, participe à la seconde émission Télévie en tant que candidat.
Le déroulement des émissions est similaire à celui des saisons 1991 à 2002 de la version française : les parties qui s'enchaînent sont, dans l'ordre, les épreuves, le Conseil (en 2007 uniquement), les aventures et la salle du trésor (sauf dans l'émission spéciale Télévie de la saison 2006 où le conseil est placé après les aventures).

### RTBF:Fort Boyard Belgique(2024-)
En septembre 2024, la RTBF annonce que quatre émissions d'une nouvelle version intitulée Fort Boyard Belgique ont été tournées dans le fort et seront diffusées avant la fin de l'année sur Tipik (qui diffuse par ailleurs les émissions de la version française avec un ou plusieurs jours d'avance depuis 2020). Ces émissions ont une durée de 90 minutes et sont diffusées entre la mi-décembre 2024 et début janvier 2025. Comme la version belge francophone des années 2000, cette adaptation fait participer des équipes de cinq candidats ; parmi eux, Cécile Djunga qui avait été candidate dans la version française en 2022 (elle devient ainsi la troisième personnalité à avoir participé en tant que candidate à la fois aux versions française et belge du jeu, après Olivier Minne et Julie Taton). Pour la première fois dans l'histoire de Fort Boyard, l'animateur est le même que dans la version française : c'est en effet Olivier Minne qui présente cette nouvelle saison de la version belge du jeu. La RTBF annonce que plusieurs personnages de la version d'origine seront présents, dont le père Fouras (incarné par Yann Le Gac comme en version française, et qui avait déjà assuré le rôle dans la version belge en 2007) et les Maîtres du Temps ; Passe-Partout, Passe-Muraille, Félindra et Big Boo sont également présents avec les mêmes rôles qu'en version française. D'autres personnages récurrents de la version française en 2024 sont absents, comme le chef Willy, Blanche, Rouge, Lady Boo, Booster et Passe-Oussakas. Les gains récoltés lors des quatre émissions sont reversés à Viva for life.
Fort Boyard Belgique est produit conjointement par la RTBF ainsi que Adventure Line Productions, société de production de l'émission en France.
Des épreuves précédemment supprimées dans les autres versions du jeu font leur retour, comme l'équilibre à deux, épreuve présente dans la version de France 2 entre 2011 et 2015, et le saut à l'élastique qui fut joué en version française entre 1991 et 2009 ainsi que lors d'une unique émission en 2023.
En mars 2025, la RTBF annonce le retour de Fort Boyard Belgique pour une deuxième saison, à laquelle des candidats anonymes sélectionnés grâce à un casting participent aux côtés des célébrités.

## Version marocaine
La version marocaine de Fort Boyard s'intitule Jazirat Al Kanz et voit s'affronter une équipe constituée de trois célébrités ou artistes et deux anonymes. L'émission a été enregistrée en 2014 pour être diffusée au Maroc sur la chaîne 2M à partir du 24 février 2015, présentée par Rachid Allali et Hicham Masarar. Les gains remportés par les équipes seront reversés à des associations caritatives nationales. La première émission a réuni 6,3 millions de téléspectateurs et 59 % de part d'audience. Du 11 juin au 15 juin 2015, eut lieu les tournages de la saison 2 de Jazirat Al Kanz.
Le premier épisode diffusée mardi 22 mars 2016 a réuni 6 millions de téléspectateurs et 61 % de PDM.

## Version américaine:Conquer Fort Boyard(1991)
Conquer Fort Boyard constitue le pilote d'émission tournée au fort en 1991 pour les États-Unis. Les règles du jeu sont cependant très différentes de la version française de l'époque : en effet, deux équipes s'affrontent dans la forteresse à coup d'épreuves et doivent récolter plus de clés que l'équipe adverse (celles-ci sont d'ailleurs de la couleur de chaque équipe). Les épreuves jouées sont celles de 1990 ou 1991, la plus ancienne épreuve étant le Labyrinthe obscur, présent en France uniquement en 1990.
À la fin de la partie, l'équipe qui a gagné le plus de clés a le droit de pénétrer dans la salle du trésor. Ainsi, arrivés au proscénium, le présentateur donne une nouvelle clé, celle qui permet à l'équipe d'ouvrir les neuf coffres remplis de boyards (le système rappelant le déroulement de la récolte du trésor en 1990 de l'émission française et étrangères, les coffres utilisés étaient d'ailleurs ceux de cette année). Le principe est le même : si les candidats ne ressortent pas avant la fin du temps imparti, ils sont protégés de la sortie des tigres mais les boyards sont perdus, ce qui n'est pas arrivé.
Les épreuves jouées pendant cette émission sont :
- The mission (« La mission ») : une variante de la Tyrolienne, dont les règles sont différentes. Cette épreuve fait gagner une clé.
- The dark labyrinthe (« Le labyrinthe obscur ») : le candidat traverse un labyrinthe et doit chercher la clé en un temps limité de 2 min 50 s avant de revenir.
- The budy jump (« Le saut à l'élastique ») : même principe que l'épreuve originale où le candidat doit sauter afin de pouvoir prendre l'objet placé plus bas dans l'élastique, à la différence qu'il s'agit d'une clé et non d'une cartouche indice.
- The underwater cavern (« Le souterrain inondé ») : plusieurs clés sont réparties dans le souterrain ; le candidat doit aller les récupérer dans un temps de 1 min 40 s.
- The snakepitt (« La fosse aux serpents ») : cinq clés sont présentes dans la fosse ; le candidat doit les récupérer et sortir en 1 min.
- The fauntler (« Le parcours d'obstacle ») : cette épreuve ressemble à un parcours du combattant, où le candidat doit alors sauter sur un trampoline, grimper sur des étriers suspendus, monter à l'échelle. S'ensuit le départ de deux autres candidats au premier étage, devant alors parcourir une passerelle, monter d'un niveau et se rendre sur une nouvelle passerelle. Plusieurs clés sont à la disposition des candidats qui doivent aller le plus vite possible.
- The canotlet (« L'arbalète ») : les candidats doivent éclater des ballons de baudruches. Un ballon crevé fait gagner quatre clés. Plus les équipes font éclater de ballons, plus ils gagnent des clés.

## Version anglo-américaine:Fort Boyard: Ultimate Challenge
En 2011 et en 2012, l'émission Fort Boyard: Ultimate Challenge est diffusée sur CITV au Royaume-Uni et sur Disney XD aux États-Unis. À chaque émission, deux équipes de quatre jeunes âgés de 13 à 16 ans s'affrontent dans des duels. Cette version est très différente de la version française. Cette différence se manifeste notamment par l'absence de tous les personnages du jeu (y compris Passe-Partout, Passe-Muraille ou Félindra).